# Флавий Аринтей
Флавий Аринтей (на латински: Flavius Arinthaeus) е политик и военен на Римската империя през 4 век.
Аринтей е през 355 г. трибун в Реция и служи при император Констанций II. От 366 до 378 г. е magister peditum Oriente. Придружава през пролетта на 363 г. като comes император Юлиан в похода в Персия. Юлиан умира на 26 юни 363 г. Тогава Аринтей е в офицерската колегия за избиране на нов император, в която са и военачалниците Виктор, Невита и Дагалайф. Те избират гвардейския офицер Йовиан, един християнин, за император. 
През 372 г. той е консул заедно с Домиций Модест.